# Maisons Thiriart
Les maisons Thiriart sont des immeubles jumeaux et contigus de style Art nouveau situés à Liège, en Belgique. Elles ont été réalisées en 1911 par Maurice Devignée, un architecte liégeois auteur une année auparavant de l'hôtel Verlaine.

## Situation
Les immeubles se situent sur les hauteurs de Liège aux nos 34-36 de la Montagne Sainte-Walburge, une rue en pente menant de la rue de l'Académie à la rue Sainte-Walburge.

## Description
Chaque maison possède une façade asymétrique comptant deux travées et trois niveaux. La travée où se trouve la porte d'entrée est la plus étroite. Les travées sont inversées pour chacune des maisons. Trois matériaux sont utilisés : la brique rouge, le grès pour une partie du rez-de-chaussée et la pierre de taille pour le soubassement et une partie des encadrements.
L'élément le plus significatif de ces façades est le balcon à base cintrée installé au premier étage de la travée principale. Reposant sur une console en pierre, il est protégé latéralement par des parois en pierres de taille concaves et striées et par une ferronnerie composée de lignes courbes et légères. Ce balcon précède une baie en arc à la fois brisé et outrepassé (assez rare) dont la clé de voûte est sculptée dans la pierre d'une petite tête chevelue. 
La fenêtre de cave présente un arc outrepassé et un grillage aux lignes courbes. Elle est entourée par des blocs de pierre bleue placés en escalier et sculptés. Au-dessus de la porte d'entrée en chêne, la baie d'imposte est ornée de vitraux bicolores. Deux baies de chaque maison comportent des larmiers.  Deux ancres de façade en fer ornent chaque maison. La corniche à modillons est abaissée d'un niveau pour la travée la plus étroite.
Les fenêtres d'origine du no 34 ont été remplacées par des baies modernes dénaturant ainsi l'harmonie de ces maisons jumelles.

## Source
- « Inventaire du patrimoine culturel immobilier - Maisons Thiriart », sur spw.wallonie.be (consulté le 29 octobre 2017)